# Busuanga
Busuanga est une île des Philippines. Il y avait 45 000 habitants en 2000 sur ses 890 km2.
Elle fait partie de la province de Palawan et de la région MIMAROPA. Elle est la plus grande des îles Calamian situées entre l'île de Palawan et Mindoro. L'île se situe en mer de Sulu, mais sa pointe nord-ouest effleure la mer de Chine méridionale.
Elle est surtout connue comme un lieu de plongée récréative en raison de la présence des douze épaves japonaises qui ont été coulés pendant Seconde Guerre mondiale par la marine américaine dans la baie de Coron le 24 septembre 1944.

## Municipalités de l'île
- Busuanga s'étend sur le tiers occidental de l'île
- Coron occupe les deux autres tiers

## Liens externes

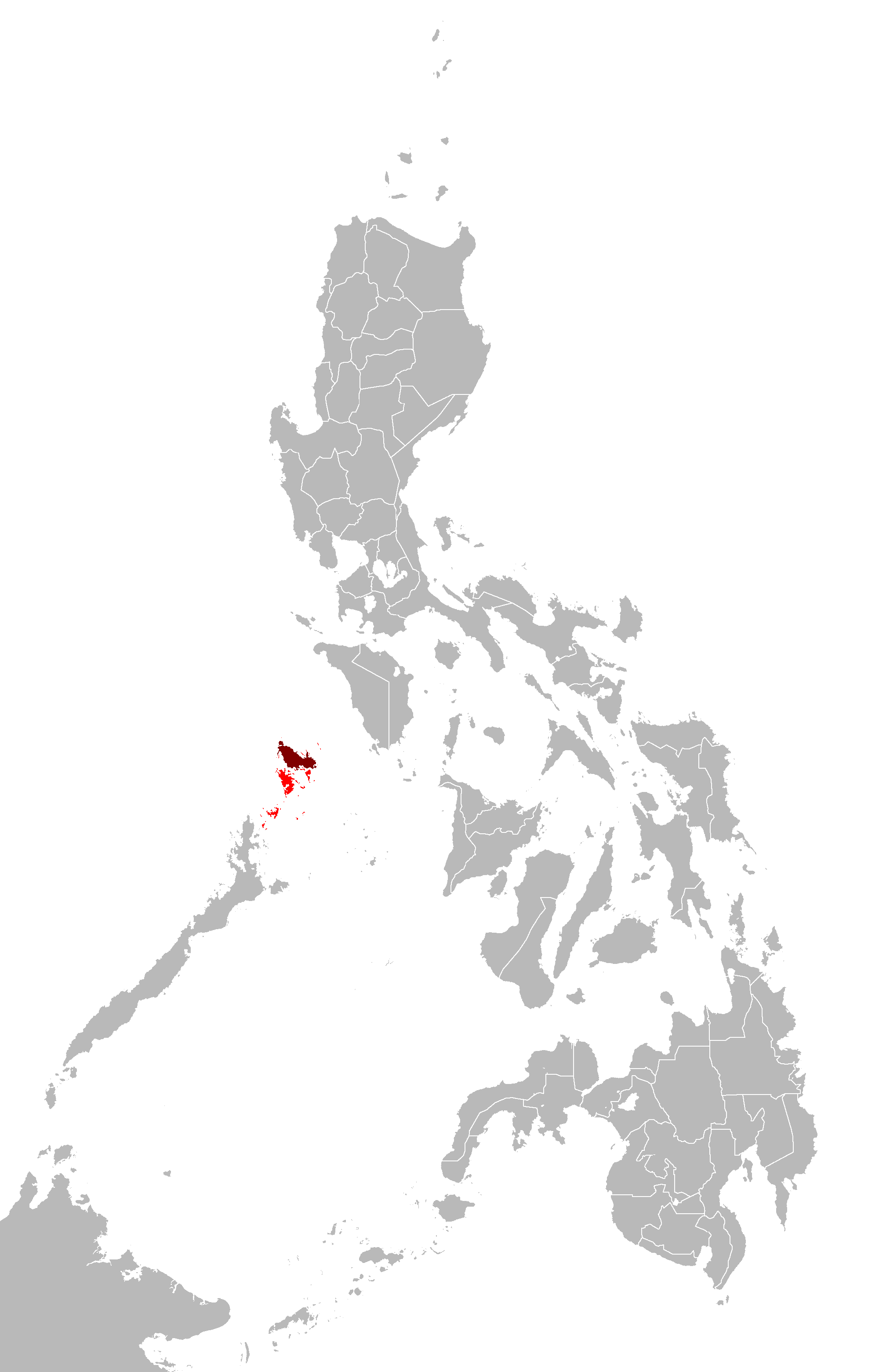
L'île de Busuanga en sombre dans les îles Calamian en rouge